# Нольте, Эрнст
Э́рнст Но́льте (нем. Ernst Nolte; 11 января 1923, Виттен — 18 августа 2016, Берлин) — немецкий историк и философ, исследователь фашизма.

## Биография
Эрнст Нольте родился 11 января 1923 года в Виттене, в семье католика, директора народной школы. 
В 1941 году был признан негодным к военной службе и смог начать изучение языков (прежде всего немецкого и древнегреческого) в Мюнстере и Берлине, затем философии во Фрайбурге у Мартина Хайдеггера.
После завершения в 1945 году обучения работал преподавателем немецкого и греческого языка в гимназии, одновременно продолжая научную работу. В 1952 г. защитил под руководством Эйгена Финка диссертацию об отношении самоотчуждения и диалектики в немецком идеализме и у Маркса.
В конце 1959 года он задумал монографию «Фашизм в его эпохе» (издана в 1963 г.). Эта работа, которая вскоре была переведена на несколько языков (на русский — в 2003 г.), принесла Нольте международную известность. Она была защищена в 1964 году в Кёльне в качестве хабилитационной докторской диссертации, и 1965 году Нольте был приглашён в Марбургский университет профессором новой истории. В 1973 г. перешёл в Свободный университет Берлина, где вплоть до выхода на пенсию в 1991 году работал в Институте Фридриха Майнеке, одновременно являясь профессором новой истории. Лауреат премии им. Конрада Аденауэра (2000 г.).
Сын — правовед Георг Нольте (р. 1959), профессор международного и публичного права в Университете им. Гумбольдта (Берлин).

## Научные интересы
Главная тема исследований Нольте — история фашизма в Европе, а также в целом история «эпохи фашизма» (1919—1945), объект его интереса в первую очередь — идеологическое развитие. Его концепции вызывают огромное общественное внимание в Германии и мире, острую критику по ряду направлений.
Резонанс в частности имел так называемый «спор историков» (1986—1987), спровоцированный вопросом Нольте «Не осуществили ли национал-социалисты, не осуществил ли Гитлер своё „азиатское“ деяние лишь потому, что они и им подобные считали себя потенциальными или подлинными жертвами некоего „азиатского“ деяния? Не предшествовал ли Освенциму Архипелаг Гулаг?». Этим тезисом, развитым им в работе «Европейская гражданская война 1917—1945. Национал-социализм и большевизм», изданной в 1987 году, Нольте отошёл от выработанной им же ранее общей концепции фашизма, чтобы утвердить более радикальную доктрину тоталитаризма. Коммунизм и фашизм по Нольте равны или, по крайней мере, сравнимы. Он рассмотрел коммунистическую идею как предпосылку фашизма, который лишь защищался от более раннего и намного более агрессивного большевизма. При этом совершённые фашизмом преступления обрели в его толковании характер оборонительных мер. По рассуждениям Нольте выходило, что нацистское расовое убийство имело предтечей и происходило из коммунистического классового убийства. Тезисы Нольте вызвали резкие и бескомпромиссные возражения ряда немецких и иностранных историков и публицистов как попытка ревизионизма национального самосознания немцев и «деморализацию прошлого», прежде всего Юргена Хабермаса, чья полемика с Нольте и получила название «спора историков». В результате спора Нольте потерпел поражение и его теория была признана маргинальной — философской, обрабатывающий идеи, а не исторической — исходящей из фактов. Но в 2006 году британский историк Норман Дэвис в своей монографии «Европа в войне 1939—1945: нелёгкая победа» высказал мнение, что откровения, сделанные после падения коммунизма в Восточной Европе после 1989-91 годов о советских преступлениях, дискредитировали позицию левого крыла, занятую в 1980-х годах во время дебатов, таким образом вопрос снова стал открытым.

Объявление в Новосибирском государственном университете о курсе лекций, посвящённом творчеству Э. Нольте, 2007 г.

Свою методологию Нольте называет «феноменологической историей», а свою позицию определяет как роль «размышляющего над историей» (Geschichtsdenker), он — один из основных трансляторов традиции философской феноменологии в историческую науку[проверить перевод].

В заметке «Что такое „спорный автор“ и как ему себя вести?» Э. Нольте писал: 
Каждый автор в сфере науки и публицистики желает, чтобы его труд заслужил внимание, а вокруг большой книги — развернулась дискуссия; в этом смысле он очень хотел бы стать «спорным автором». Однако в Германии есть другое значение этого понятия: «спорный автор» — это тот, кто обратил выразил взгляды, которые классифицируются признанными стражами «политкорректности» как рискованные или даже опасные. То есть, это понятие является своего рода сигналом тревоги: люди предпочитают не иметь с этим автором ничего общего и вообще не читать его книг.
На вручении премии им. Аденауэра Эрнст Нольте был назван историком Хорстом Мёллером (Horst Möller) «единственным философствующим историком среди немецких историков и единственным историком среди немецких философов истории».

## Важнейшие работы
- Фашизм в его эпохе. «Аксьон Франсез» — Итальянский фашизм — Национал-социализм.
  - Der Faschismus in seiner Epoche. Action française — italienischer Faschismus — Nationalsozialismus. München, Piper, 1963, 10. Aufl. 2000 («Serie Piper» 365).
  - Русское издание: Эрнст Нольте. Фашизм в его эпохе. Аксьон Франсэз. Итальянский фашизм. Национал-социализм. Новосибирск: Сибирский хронограф, 2001. 568 с.
- Кризис либеральной системы и фашистское движение.
  - Die Krise des liberalen Systems und die faschistischen Bewegungen. München, Piper Verlag, 1968, 1-e, linnen, 475 p.
- Германия и холодная война.
  - Deutschland und der Kalte Krieg. München, Piper, 1974 (Zweite, neubearbeitete Auflage Stuttgart, Klett-Cotta, 1985).
- Марксизм и промышленная революция.
  - Marxismus und Industrielle Revolution. Stuttgart, Klett-Cotta, 1983.
- Европейская гражданская война 1917—1945. Национал-социализм и большевизм.
  - Der europäische Bürgerkrieg 1917—1945. Nationalsozialismus und Bolschewismus. Berlin, Propyläen, 1987 (5. Auflage München (Herbig) 1997).
  - Русское издание: Эрнст Нольте. Европейская гражданская война (1917—1945). Национал-социализм и большевизм. М.: Логос, 2003. 528 с.
- Ницше и ницшеанство.
  - Nietzsche und der Nietzscheanismus. Berlin, Propyläen, 1990.
- Историческое мышление в XX веке. От Макса Вебера до Ханса Йонаса.
  - Geschichtsdenken im 20. Jahrhundert. Von Max Weber bis Hans Jonas. Ebda, 1991.
- Мартин Хайдеггер. Политика и история в жизни и мышлении.
  - Martin Heidegger. Politik und Geschichte im Leben und Denken. Ebda, 1992.
- Спорные вопросы. Сегодняшние и будущие споры о национал-социализме.
  - Streitpunkte. Heutige und künftige Kontroversen um den Nationalsozialismus. Ebda, 1993.
- Немцы и их прошлое. Память и забывание от основания империи Бисмарка до сегодняшних дней.
  - Die Deutschen und ihre Vergangenheiten. Erinnerung und Vergessen von der Reichsgründung Bismarcks bis heute. Ebda, 1995.
- Франсуа Фюре — Эрнст Нольте: «Враждебное соседство». Коммунизм и фашизм в XX веке. Переписка.
  - François Furet — Ernst Nolte: «Feindliche Nähe». Kommunismus und Faschismus im 20. Jahrhundert. Ein Briefwechsel. München, Herbig, 1998.
- Историческая экзистенция. Между началом и концом истории?
  - Historische Existenz. Zwischen Anfang und Ende der Geschichte? München, Piper, 1998.
- Каузальный нексус. О ревизиях и ревизионизме в исторической науке. Исследования, статьи и доклады 1990—2000.
  - Der kausale Nexus. Über Revisionen und Revisionismen in der Geschichtswissenschaft. Studien, Artikel und Vorträge 1990—2000. München, Herbig, 2002.
- Веймарская республика. Демократия между Лениным и Гитлером.
  - Die Weimarer Republik. Demokratie zwischen Lenin und Hitler. 2006. 427 S. 23 cm; GEB; Deutsch, Herbig, 2006.